# Paectes eumicta
Paectes eumicta är en fjärilsart som beskrevs av William Schaus 1911. Paectes eumicta ingår i släktet Paectes och familjen nattflyn. Inga underarter finns listade i Catalogue of Life.